# Tjekkiets fodboldlandshold
Tjekkiets fodboldlandshold er det nationale fodboldhold i Tjekkiet, og landsholdet bliver administreret af Českomoravský fotbalový svaz. Holdet har deltaget én gang ved VM og seks gange ved EM. Det bedste resultat er sølvmedaljerne ved EM i 1996, landets første slutrunde nogensinde.

## Historie
Efter delingen af Tjekkoslovakiet ved udgangen af 1992 ophørte landets fodboldlandshold også med at eksistere, og Tjekkiet fik sit fodboldforbund optaget i FIFA i 1994. Landsholdet var dermed klar til at kvalificere sig til EM i 1996, en opgave man klarede, da man sluttede som vinder af sin kvalifikationsgruppe foran Holland. Ved slutrunden kom holdet i en svær pulje med Italien, Tyskland og Rusland, men overraskede ved at gå videre via en overraskende sejr over italienerne. I kvartfinalen besejrede holdet Portugal, og overraskede i semifinalen igen ved at slå de franske favoritter efter straffesparkskonkurrence. Dermed var landet ved sin første slutrunde nogensinde klar til finalen, hvor modstanderen for anden gang i turneringen var Tyskland. Tjekkerne kom foran via en straffesparksscoring af Patrik Berger, men måtte se to scoringer af Oliver Bierhoff, heraf den ene som et golden goal i den forlængede spilletid, give tyskerne titlen.
Tjekkernes enorme succes gav forhåbninger forud for de kommende slutrunder, men holdet formåede ikke at kvalificere sig til VM i 1998, og blev slået ud i den indledende runde ved EM i 2000, trods en 2-0 sejr over Danmark. Heller ikke ved VM i 2002 var tjekkerne med, da man efter playoff-kampe måtte se Belgien snuppe billetten til slutrunden i Sydkorea og Japan.
Tjekkiet var med ved EM i 2004, og denne gang gik holdet videre fra den indledende gruppe, hvor holdet imponerede med sejre over både Holland og Tyskland. I kvartfinalen besejrede man Danmark med hele 3-0, og var dermed klar til semifinalen mod overraskelsen Grækenland. Efter en lige kamp blev tjekkerne slået med 1-0 på et mål i sidste minut af den forlængede spilletids første halvleg. Grækerne vandt senere turneringen.
Tjekkiet fik for første gang kvalificeret sig til VM, da man var med i 2006 i nabolandet Tyskland. Oplevelsen blev dog ikke en succes, og holdet blev trods store forventninger slået ud i indledende runde, hvor man trods en åbningssejr over USA blev besejret af både Ghana og Italien. Tjekkerne nåede heller ikke videre fra gruppespillet ved EM i 2008, hvor man røg ud efter et højdramatisk nederlag til Tyrkiet.
Kvalifikationen til VM i 2010 blev en skuffelse for Tjekkiet, der foruden ikke at kvalificere sig, måtte se nabolandet Slovakiet rende med slutrundebilletten i den fælles kvalifikationspulje.

## Turneringsoversigt

### Europamesterskaberne
| År   | Værtsland         | Tjekkiets placering |
| 1960 | 🇫🇷Frankrig        | Bronze              |
| 1964 | 🇪🇸Spanien         | Indledende runde    |
| 1968 | 🇮🇹Italien         | Indledende runde    |
| 1972 | 🇧🇪Belgien         | Indledende runde    |
| 1976 | Jugoslavien       | Guld EM vinder      |
| 1980 | 🇮🇹Italien         | Bronze              |
| 1984 | 🇫🇷Frankrig        | Kvalition           |
| 1988 | 🇩🇪Vest Tyskland   | Kvalition           |
| 1992 | 🇸🇪Sverige         | Ingen kvalition     |
| ---- | ----------------- | ------------------- |
| 1996 | England           | Sølv                |
| 2000 | Belgien & Holland | Indledende runde    |
| 2004 | Portugal          | Semifinale          |
| 2008 | Østrig & Schweiz  | Indledende runde    |
| 2012 | Polen & Ukraine   | Kvartfinale         |
| 2016 | Frankrig          | Indledende runde    |
| 2020 | 🇪🇺Europa          | Kvartfinale         |

### Verdensmesterskaberne
| År   | Værtsland        | Tjekkiets placering |
| ---- | ---------------- | ------------------- |
| 1930 | 🇺🇾Uruguay        | Ingen kvalition     |
| 1934 | 🇮🇹Italien        | Sølv                |
| 1938 | 🇫🇷Frankrig       | Kvartfinale         |
| 1950 | 🇧🇷Brasilien      | Ingen kvalition     |
| 1954 | 🇨🇭Schweiz        | Kvalition           |
| 1958 | 🇸🇪Sverige        | Kvalition           |
| 1962 | 🇨🇱Chile          | Sølv                |
| 1966 | 🏴󠁧󠁢󠁥󠁮󠁧󠁿England        | Kvalition           |
| 1970 | 🇲🇽Mexico         | Indledende runde    |
| 1974 | 🇩🇪Vest Tyskland  | Kvalition           |
| 1978 | 🇦🇷Argentina      | Kvalition           |
| 1982 | 🇪🇸Spanien        | Indledende runde    |
| 1986 | 🇲🇽Mexico         | Kvalition           |
| 1990 | 🇮🇹Italien        | Kvartfinal          |
| 1994 | 🇺🇸Usa            | Kvalition           |
| 1998 | Frankrig         | Ikke kvalificeret   |
| 2002 | Sydkorea & Japan | Ikke kvalificeret   |
| 2006 | Tyskland         | Indledende runde    |
| 2010 | Sydafrika        | Ikke kvalificeret   |
| 2014 | Brasilien        | Ikke kvalificeret   |
| 2018 | 🇷🇺Rusland        | Kvalition           |

### Olympiske lege
| År   | Værtsby            | Tjekkiets placering |
| ---- | ------------------ | ------------------- |
| 1996 | Atlanta, USA       | Ikke kvalificeret   |
| 2000 | Sydney, Australien | Indledende runde    |
| 2004 | Athen, Grækenland  | Ikke kvalificeret   |
| 2008 | Beijing, Kina      | Ikke kvalificeret   |

### FIFA Confederations Cup
| År   | Værtsland        | Tjekkiets placering |
| ---- | ---------------- | ------------------- |
| 1992 | 🇸🇦Saudi-Arabien  | Ikke kvalificeret   |
| 1995 | Saudi-Arabien    | Ikke kvalificeret   |
| 1997 | Saudi-Arabien    | Bronze              |
| 1999 | Mexico           | Ikke kvalificeret   |
| 2001 | Sydkorea & Japan | Ikke kvalificeret   |
| 2003 | Frankrig         | Ikke kvalificeret   |
| 2005 | Tyskland         | Ikke kvalificeret   |
| 2009 | Sydafrika        | Ikke kvalificeret   |
| 2013 | 🇧🇷Brasilien      | Ikke kvalificeret   |
| 2017 | 🇷🇺Rusland        | Ikke kvalificeret   |